# Aleksiej Jermołow
Aleksiej Piotrowicz Jermołow (ros. Алексей Петрович Ермолов; ur. 24 maja 1777 w Moskwie; zm. 11 kwietnia 1861 w Moskwie), rosyjski generał i dyplomata, generał-gubernator.
Brał udział w wojnach z Francją od 1794 roku, później w kampaniach napoleońskich. Od 1817 do 1827 generał-gubernator transkaukaskich prowincji, a następnie poseł w Persji. W roku 1826 rozbił armię Persów i Czeczeńców. Usunięty jako przeciwnik stronnictwa niemieckiego, zajął się literaturą. Po wstąpieniu na tron cara Aleksandra II Romanowa, od 1855 generał artylerii i członek Rady Państwa i dowódca pospolitego ruszenia. Założyciel miasta Grozny. Opisał swoją podróż do Persji i wojnę 1812 roku w swoich Pamiętnikach (1863).